# Jonesboro (Arkansas)

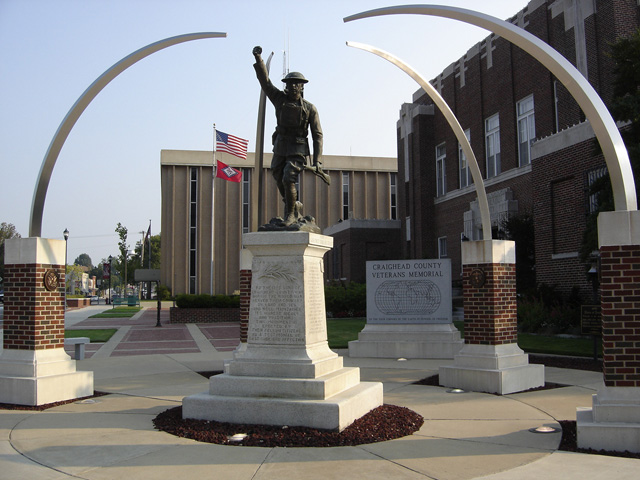
Craighead County Veteranen monument in het centrum van Jonesboro

Jonesboro is een plaats (city) in de Amerikaanse staat Arkansas, en valt bestuurlijk gezien onder Craighead County.

## Demografie
Bij de volkstelling in 2000 werd het aantal inwoners vastgesteld op 55.515.
In 2006 is het aantal inwoners door het United States Census Bureau geschat op 60.489, een stijging van 4974 (9.0%).

## Geografie
Volgens het United States Census Bureau beslaat de plaats een oppervlakte van
207,2 km², waarvan 206,3 km² land en 0,9 km² water. Jonesboro ligt op ongeveer 93 m boven zeeniveau.

## Plaatsen in de nabije omgeving
De onderstaande figuur toont nabijgelegen plaatsen in een straal van 24 km rond Jonesboro.

## Geboren in Jonesboro
- Bill Clark (1935-1986), jazzdrummer
- Edward Meeks (1931-2022), acteur
- John Grisham (1955), schrijver
- Jon Olsen (1969), zwemmer
- Wes Bentley (1978), acteur
- Kahron Ross (1995), basketballer